# Jan Potocki
Jan Nepomucen Potocki (8. března 1761 – 23. prosince 1815) byl polský prozaik, historik, archeolog, lingvista, cestovatel a dobrodruh aristokratického původu. Bývá označován jako „poslední Polák“.

## Život
Jan Potocki se narodil roku 1761 v bohaté aristokratické rodině ve vsi Pikov, tehdy na území historického Podolí v rámci polsko-litevské Rzecz pospolité (dnes Pykiv, Chmilnycký rajón, Vinnycká oblast na Ukrajině). Studoval ve Švýcarsku; poté v loďstvu suverénního maltézského řádu pronásledoval středomořské korzáry. Neklidně putoval mezi carským dvorem v Petrohradu a francouzskými encyklopedisty v Paříži. Byl jmenován vedoucím badatelské skupiny, která měla provázet ruské poselstvo do Číny. Provázel jej slavný orientalista Heinrich Julius Klaproth, který později po Potockém nazval vzdálené korejské souostroví. Poselstvo dorazilo až na čínské hranice, ale tam došlo k roztržce, protože hrdí Rusové se odmítli podrobit ponižujícímu ceremoniálu a do země vůbec nebyli vpuštěni.
Hrabě Potocki, nazývaný „poslední Polák“, byl jedním z prvních lidí, kteří po boku vzduchoplavce Blancharda vzlétli v balónu do nebes. Považoval se však hlavně za učence. Sestavil archeologický atlas Ruska a pracoval v oboru slovanských starožitností. Četnými nitkami je spojen s Pavlem Šafaříkem a Janem Kolárem. Vědci si jej však, na rozdíl od cara Alexandra, příliš necenili, a tak dal zklamaný hrabě celý náklad jedné své knihy naházet do rybníka.
Někdy kolem roku 1803 začal Potocki předčítat své nemocné manželce Příběhy tisíce a jedné noci, a to pravděpodobně ve francouzské Gallandově verzi. Když byl hotov, začal psát vlastní pokračování, které vyšlo v Petrohradu v letech 1804–5 bez udání autora v počtu sto kusů. Tak vzniklo první vydání Rukopisu nalezeného v Zaragoze (francouzsky Manuscrit trouvé à Saragosse, polsky Rękopis znaleziony w Saragossie). Následovala různá doplněná obskurní vydání. Jeden příběh přejal Washington Irving, ale připisoval jej jinému autorovi. Pařížský časopis, kde Rukopis vycházel na pokračování, jej uváděl jako dílo hraběte Cagliostra. A.S. Puškin začal Rukopis překládat ve verších do ruštiny – a možná v ponurém duelantu Zareckém v Evženu Oněginovi zní něco z Potockého. Kanonické znění románu bylo z četných fragmentárních děl známých například pod názvem Uprostřed oběšenců sestaveno desetiletí po Potockého smrti. Do němčiny bylo přeloženo s Cailloisovou předmluvou až v roce 1961. I český překlad vznikl spojením tří různých vydání – německého, polského a francouzského.
Hrabě Potocki patřil mezi svobodné zednáře. Posledních deset let svého života trávil na svém rodném statku. Podle legendy si ze stříbrného víka samovaru vlastnoručně ulil stříbrnou kouli, kterou mu posvětil jeho dvorní kaplan. Údajně řekl: „Bože, jsi-li, slituj se nad mou duší, jestli nějakou mám.“ Pak si prostřelil hlavu.

## Filmové adaptace
- Rekopis znaleziony w Saragossie (Rukopis nalezený v Zaragoze), Polsko 1965, režie Wojciech Has,
- La Duchesse d'Avila (Vévodkyně z Avily), Francie 1973, režie Philippe Ducrest, televizní film.

## Česká vydání
- Rukopis nalezený v Zaragoze, Odeon, Praha 1973, přeložil Jaroslav Simonides, v roce 2014 uvedeno v Českém rozhlasu jako četba na pokračování, režie Ivan Chrz[3]
- Dobrodružství Alfonse van Worden, Malvern, Dolní Břežany 2022, podle Rukopisu nalezeného v Zaragoze přeložil, převyprávěl a doslovem opatřil Petr Motýl.